# الزاوية القرمية
الزاوية القرمية هي إحدى الزوايا الصوفية التاريخية الواقعة في البلدة القديمة بمدينة القدس. تُعد من المعالم الإسلامية البارزة التي تعكس الطابع الروحي والمعماري للمدينة المقدسة، وقد تأسست في القرن الثامن الهجري (الرابع عشر الميلادي) على يد الشيخ شمس الدين محمد القرمي، ولا تزال قائمة حتى اليوم وتُستخدم كمقام ومسجد صغير.

## التسمية والمؤسس
تُنسب الزاوية إلى الشيخ شمس الدين محمد بن أحمد القرمي، المعروف بـ القرمي، وهو شيخ صوفي تركماني الأصل، وُلد في دمشق سنة 1321م، ثم انتقل إلى القدس، وأقام فيها حتى وفاته سنة 1386م. أنشأ الزاوية كمكان للذكر والعبادة، ودفن فيها بعد وفاته. تولى من بعده ابنه زين الدين عبد القادر القرمي إدارتها حتى وفاته سنة 1440م، ودُفن إلى جواره.

## الموقع
تقع الزاوية القرمية في البلدة القديمة في القدس، بين عقبة السرايا وعقبة الخالدية، وتحيط بها مدارس ومباني تعود للعصرين الأيوبي والمملوكي.

## التاريخ
أنشئت الزاوية بإيعاز من الأمير ناصر الدين محمد الجيلي، الذي خصص لها ثلث أمواله، ما ساعد في استقرارها كمؤسسة صوفية. وقد شكّلت مركزًا روحانيًا مهمًا في القدس، وخاصةً في العصر المملوكي.

## الطابع المعماري
تتكون الزاوية من وحدتين:
- الأولى: قاعة مستطيلة مغطاة بثلاثة أقبية متقاطعة، وفيها محراب في الجدار الجنوبي.
- الثانية: غرفة مربعة للدفن تقع تحتها قبور الشيخ القرمي وابنه.[4]

تُفتح الزاوية على واجهتها الشرقية الوحيدة، ويعلو مدخلها عقد مدبب مع زخارف حجرية بسيطة.

## الأهمية الدينية والثقافية
تُعد الزاوية القرمية مركزًا صوفيًا مهمًا في التاريخ المقدسي، وقد كانت ملتقى للمتصوفة للذكر والتأمل، ولا تزال تحظى بالتقدير الروحي لدى سكان المدينة.